# 14135 Cynthialang
A 14135 Cynthialang (ideiglenes jelöléssel 1998 RZ62) a Naprendszer kisbolygóövében található aszteroida. A LINEAR projekt keretében fedezték fel 1998. szeptember 14-én.